# José Antonio Corcuera
José Antonio Corcuera Oca (Pradoluengo, Casa de Beni y Casimiro,Burgos, España, 24 de agosto de 1948) es un exfutbolista español que se desempeñaba como centrocampista.

## Clubes
| Club                    | País   | Año         |
| ----------------------- | ------ | ----------- |
| Real Sociedad de Fútbol | España | 1966 - 1975 |
| Córdoba C. F.           | España | 1975-1977   |